# Tremosine sul Garda

Lage der Gemeinde Tremosine sul Garda in der Provinz Brescia

Tremosine sul Garda (bis 2014 nur Tremosine) ist eine italienische Gemeinde mit 2088 Einwohnern (Stand 31. Dezember 2023) und liegt am Westufer des Gardasees in der Provinz Brescia in der Region Lombardei. Der Ort ist Mitglied der Vereinigung I borghi più belli d’Italia (Die schönsten Orte Italiens).

## Geographie

### Lage

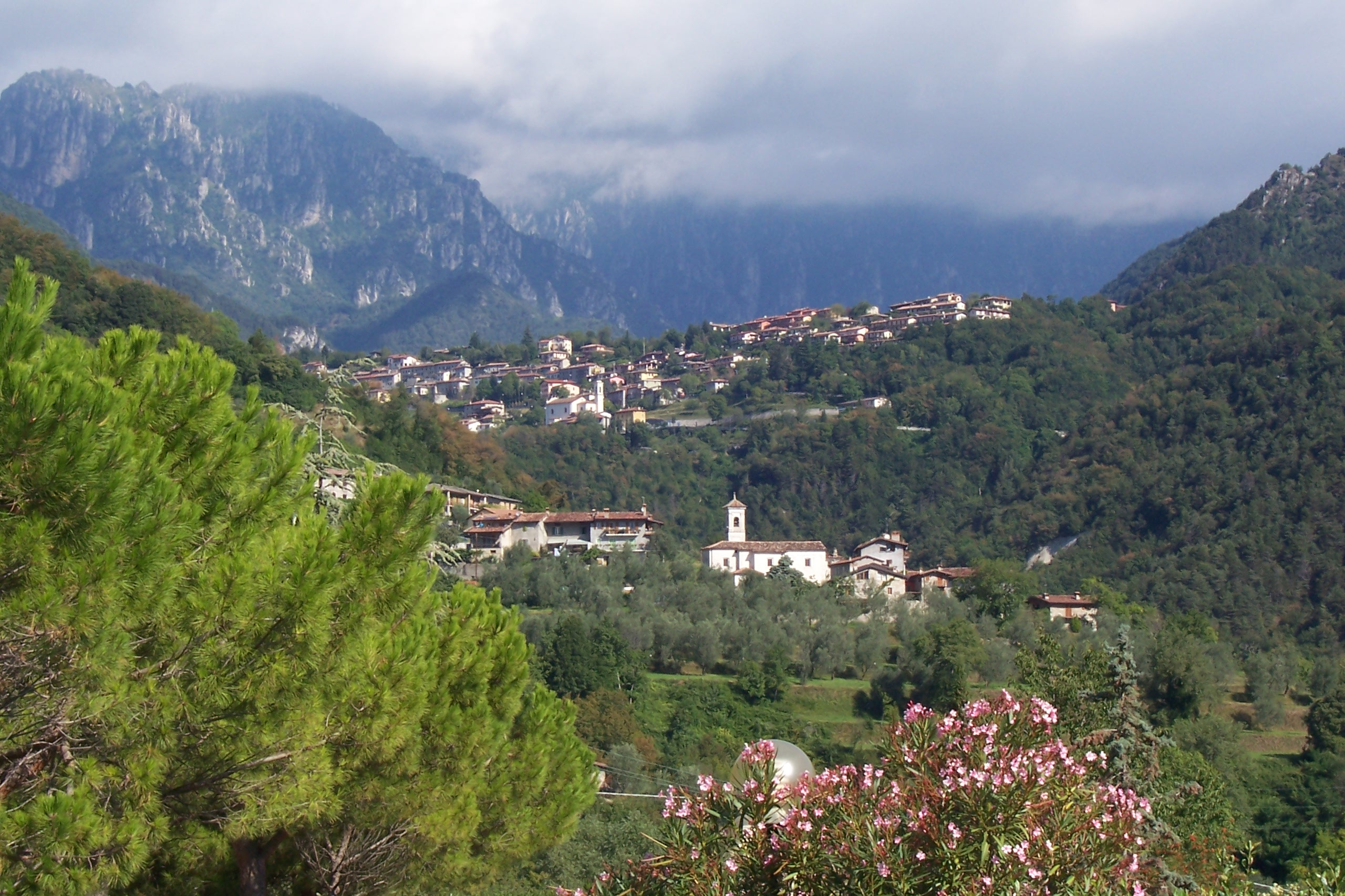
Die Ortsteile Priezzo und Vesio

Fast das gesamte Gemeindegebiet erstreckt sich über die Hochebene, der Tremosine den Namen gab und die steil zum Gardasee abfällt, sowie über die sich nördlich anschließende Gebirgslandschaft, einem Teil der Gardaseeberge. Lediglich der Ortsteil Campione liegt direkt am See.
Der tiefste Punkt Tremosines befindet sich am Seeufer auf etwa 65 Metern über Meereshöhe, den höchsten Punkt bildet der Monte Caplone (1976 m s.l.m.). Pieve, der Ortsteil mit dem Verwaltungssitz, liegt auf gut 400 m s.l.m. Während am See mediterranes Klima und entsprechende Vegetation vorherrschen, sind die Gipfelbereiche mit ihrer artenreichen, teilweise endemischen Flora (sub-)alpin geprägt. Das gesamte Gemeindegebiet ist Teil des Naturparks Parco Alto Garda Bresciano.
Die Täler Valle San Michele und Valle di Bondo (im Unterlauf als Valle Brasa bezeichnet) gliedern den Ort ungefähr in Nord-Süd-Richtung. Die Unterläufe beider Flüsse, deren Wasser auch zur Energiegewinnung genutzt wird, haben tiefe Schluchten in die Uferfelsen des Sees gegraben.
Tremosine grenzt an folgende Gemeinden: Brenzone sul Garda (VR, Grenze im Gardasee), Limone sul Garda, Magasa, Malcesine (VR, Grenze im Gardasee), Ledro (TN) und Tignale. Partnerstadt Tremosines ist North Adams (USA).

### Ortsteile
Tremosine besteht aus 18 Fraktionen: Arias, Bassanega, Cadignano, Campione, Castone, Mezzema, Musio, Pieve (Verwaltungssitz), Pregasio, Priezzo, Secastello, Sermerio, Sompriezzo, Ustecchio, Vesio, Villa, Voiandes und Voltino.

## Fotos

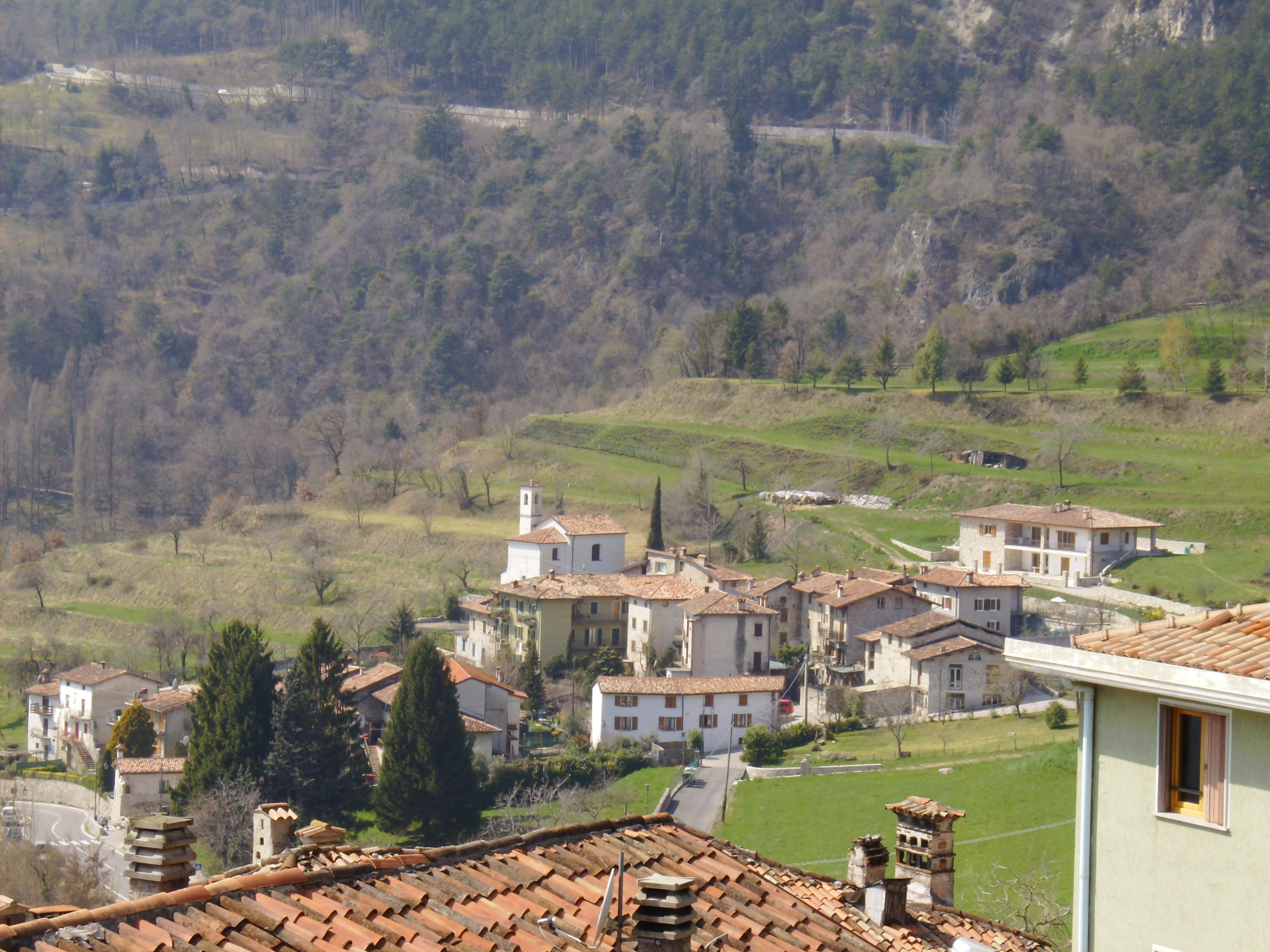
Villa
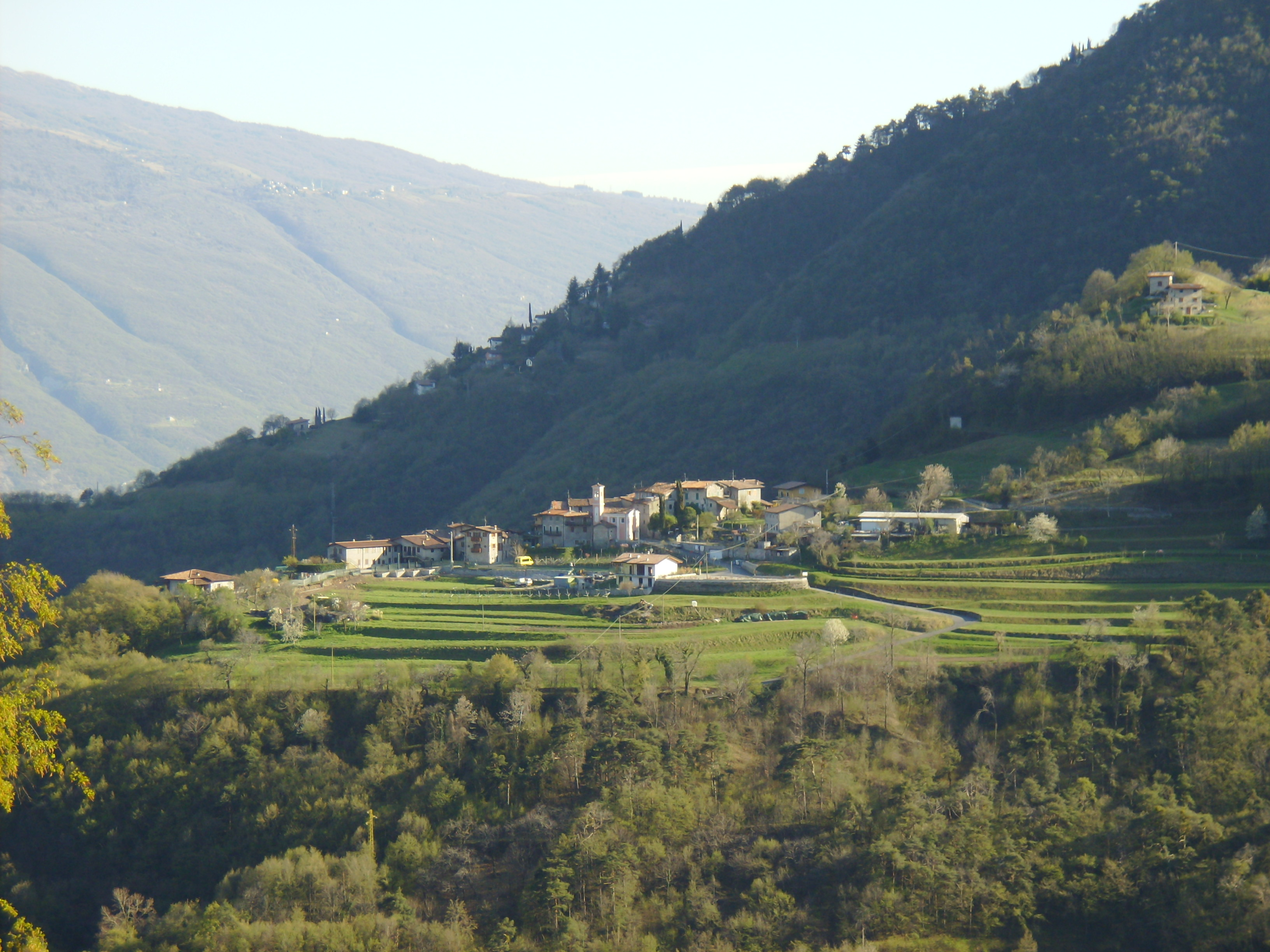
Sompriezzo, im Hintergrund die südlichen Ausläufer des Monte Baldo
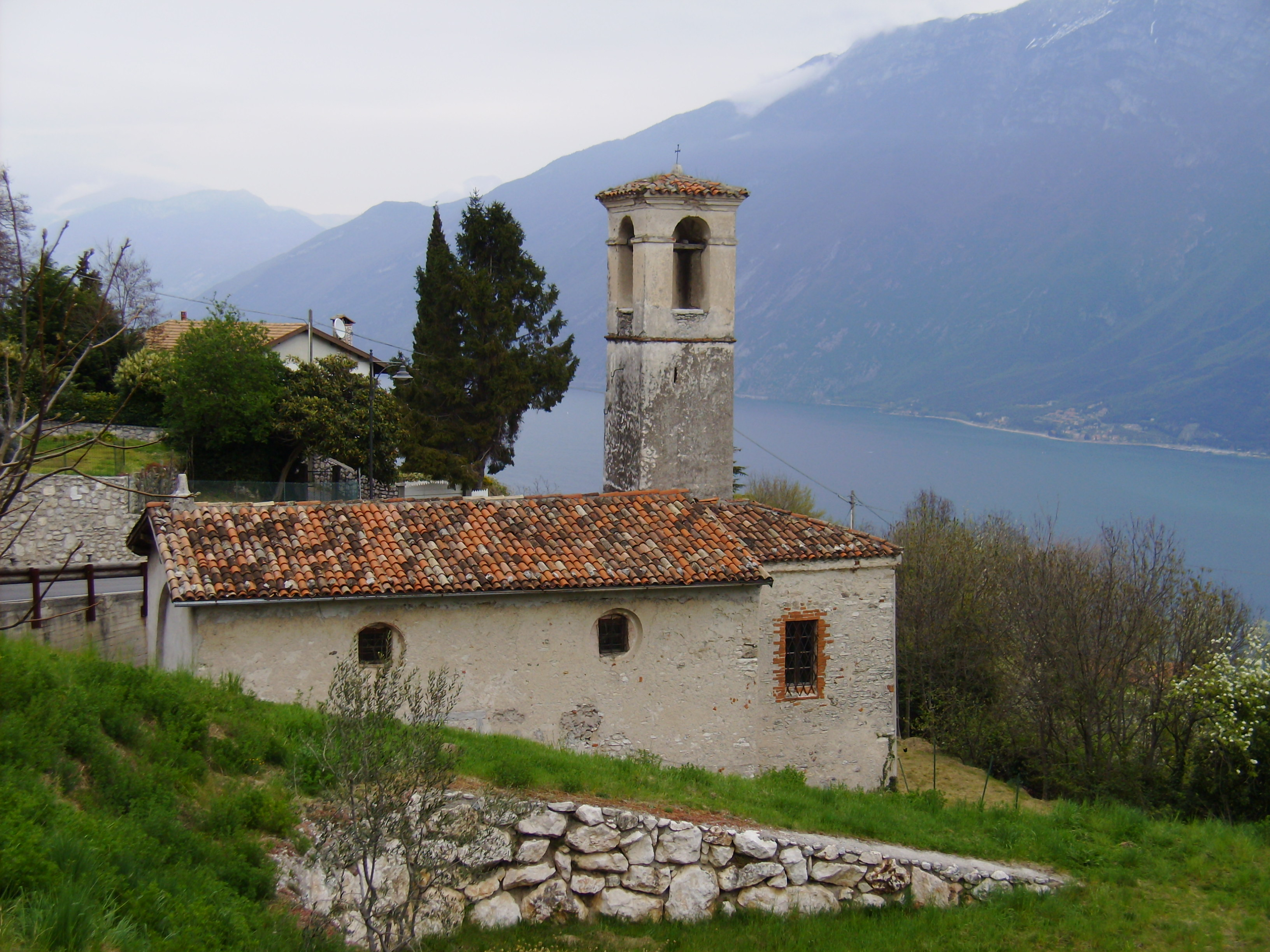
Antonius-Kapelle in Ustecchio
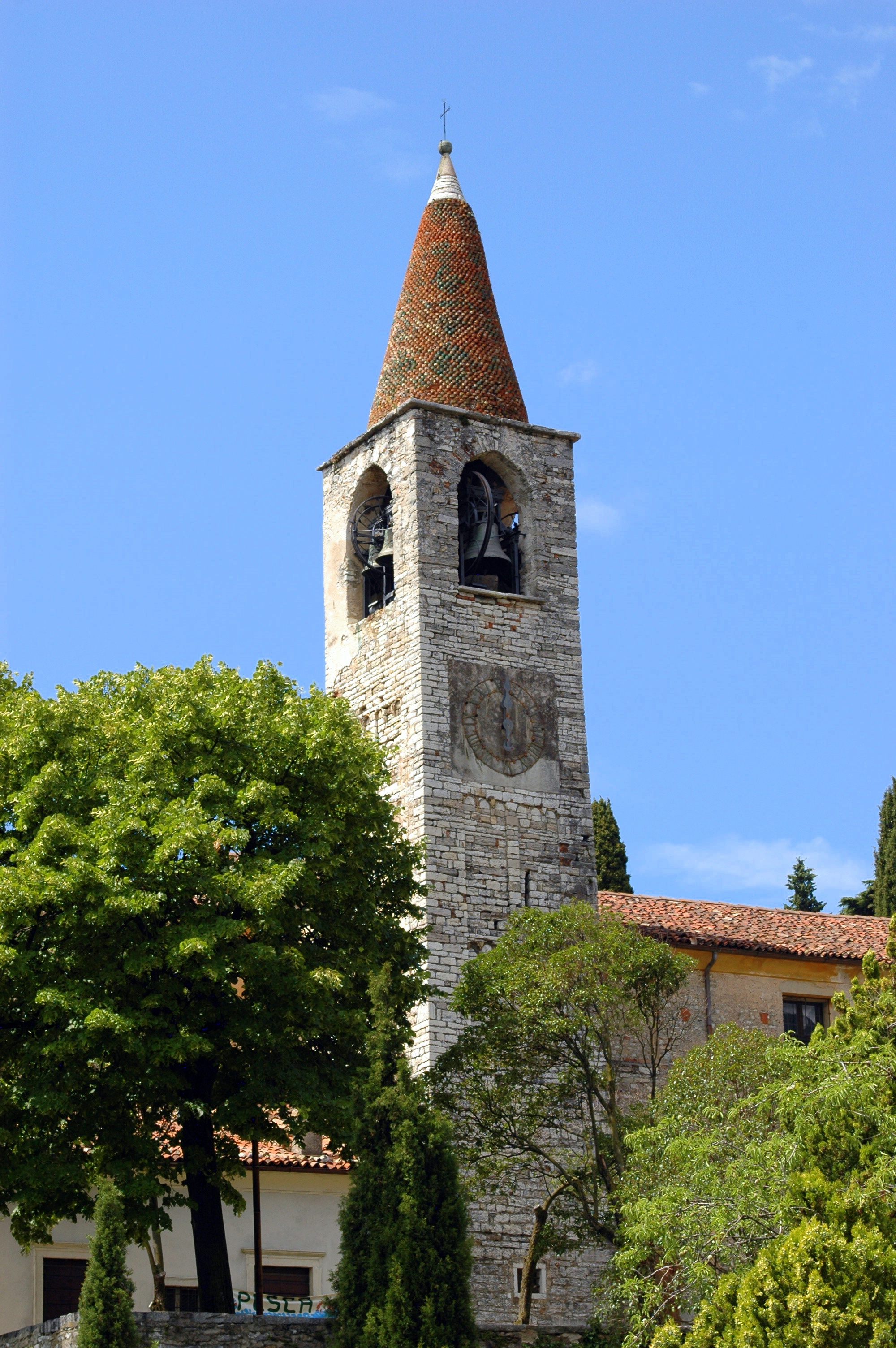
Kirchturm in Pieve, Sitz der Urpfarrei für die gesamte Gemeinde
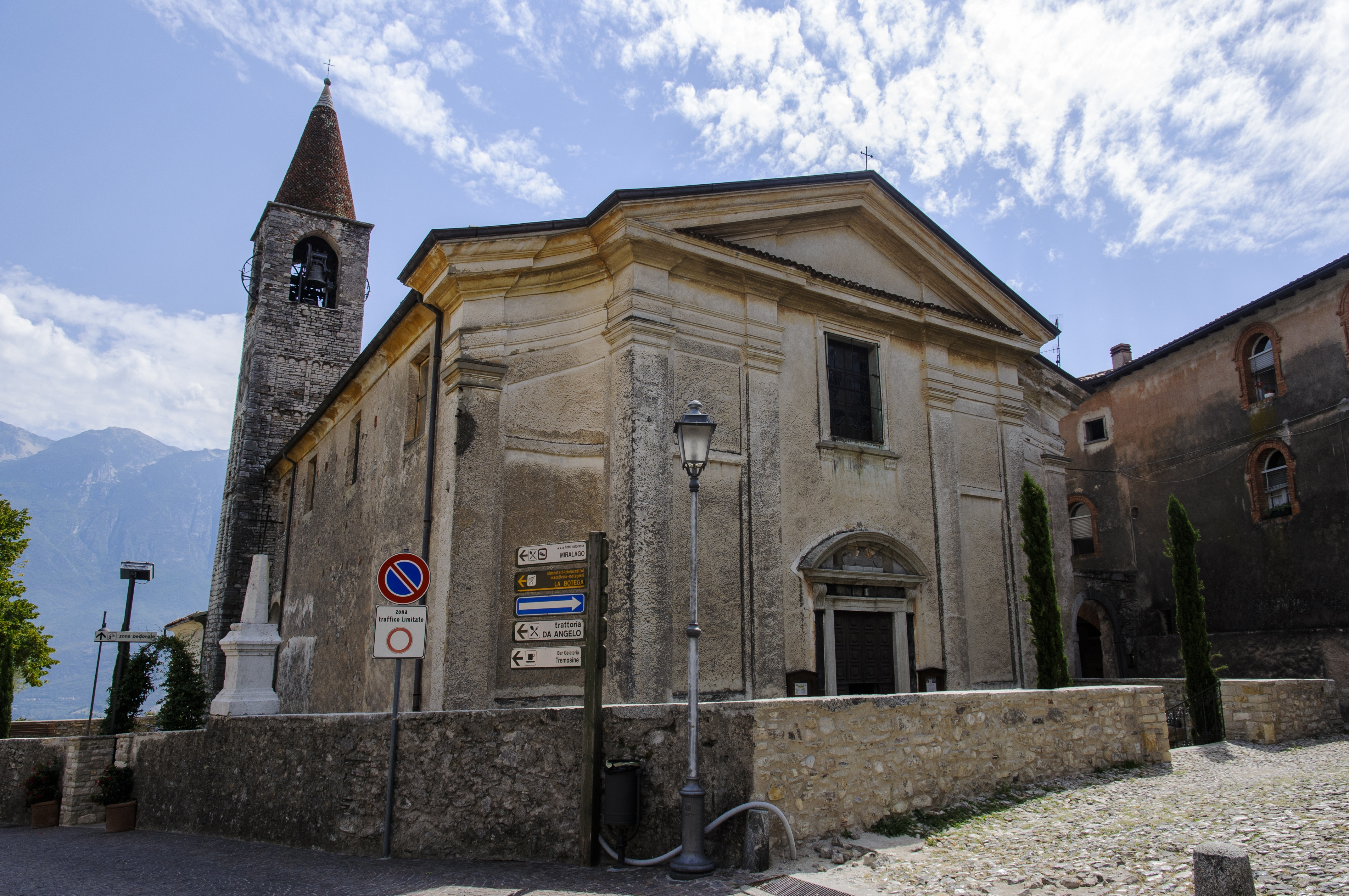
Kirche St. Johannes der Täufer in Pieve
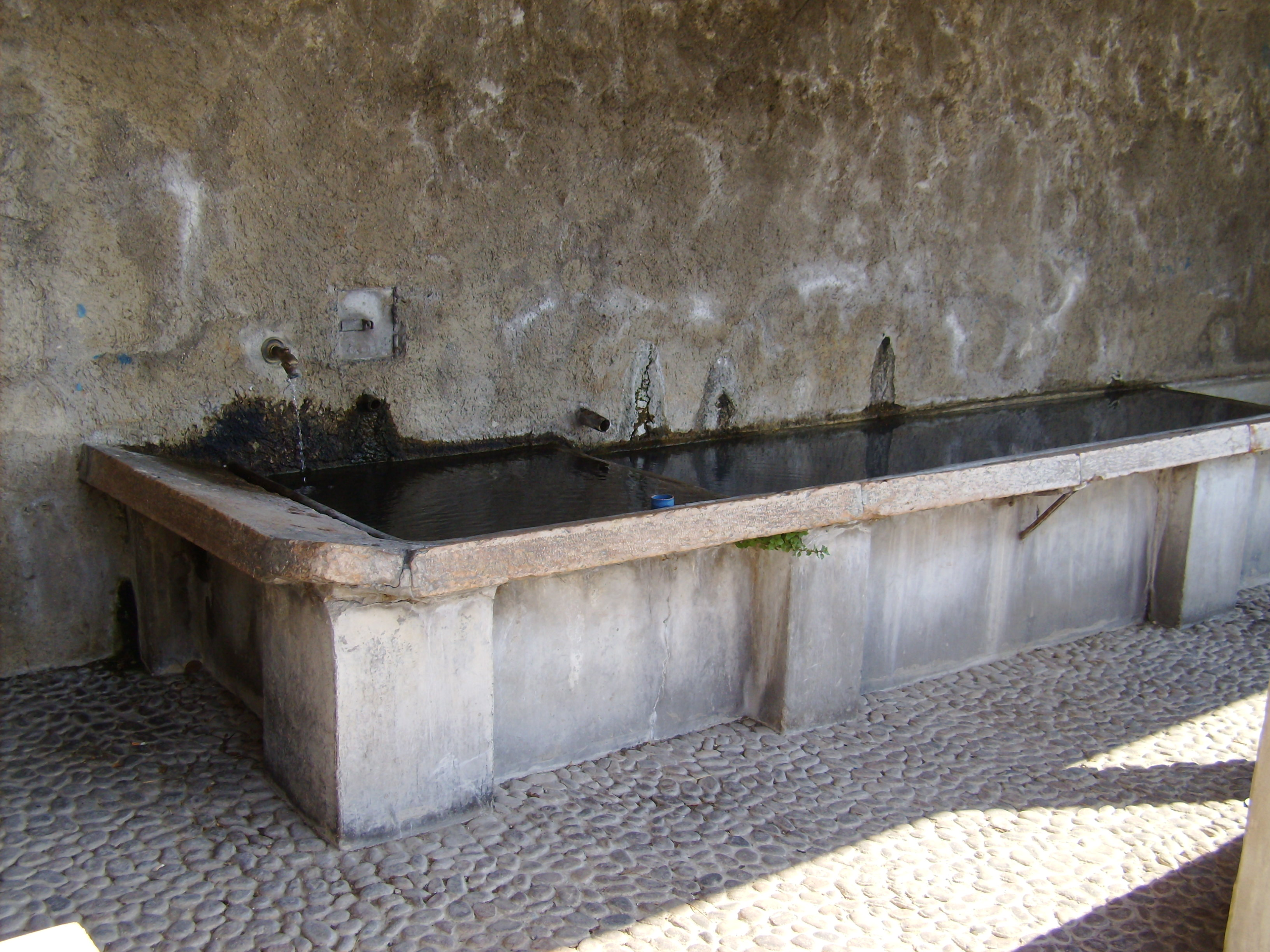
Lavatoio (öffentlicher Brunnen bzw. Tränke) in Vesio
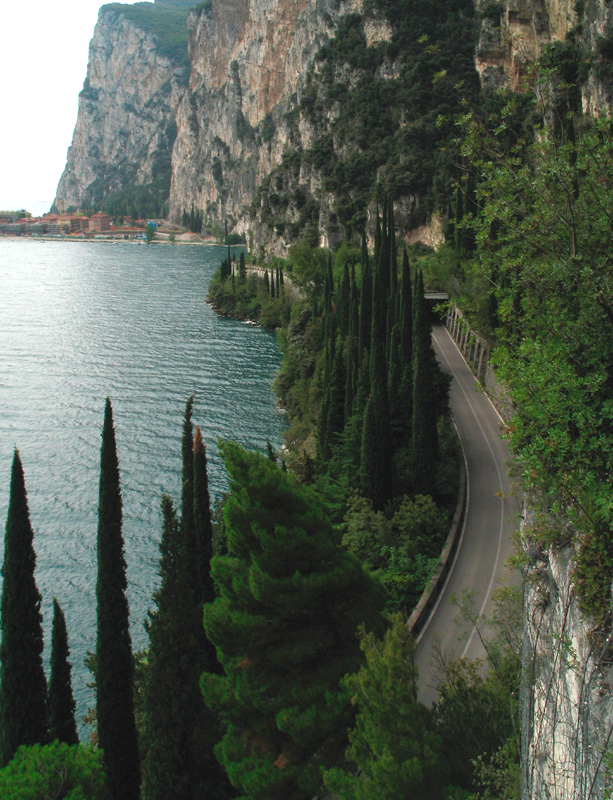
Gardesana Occidentale und Campione im Hintergrund
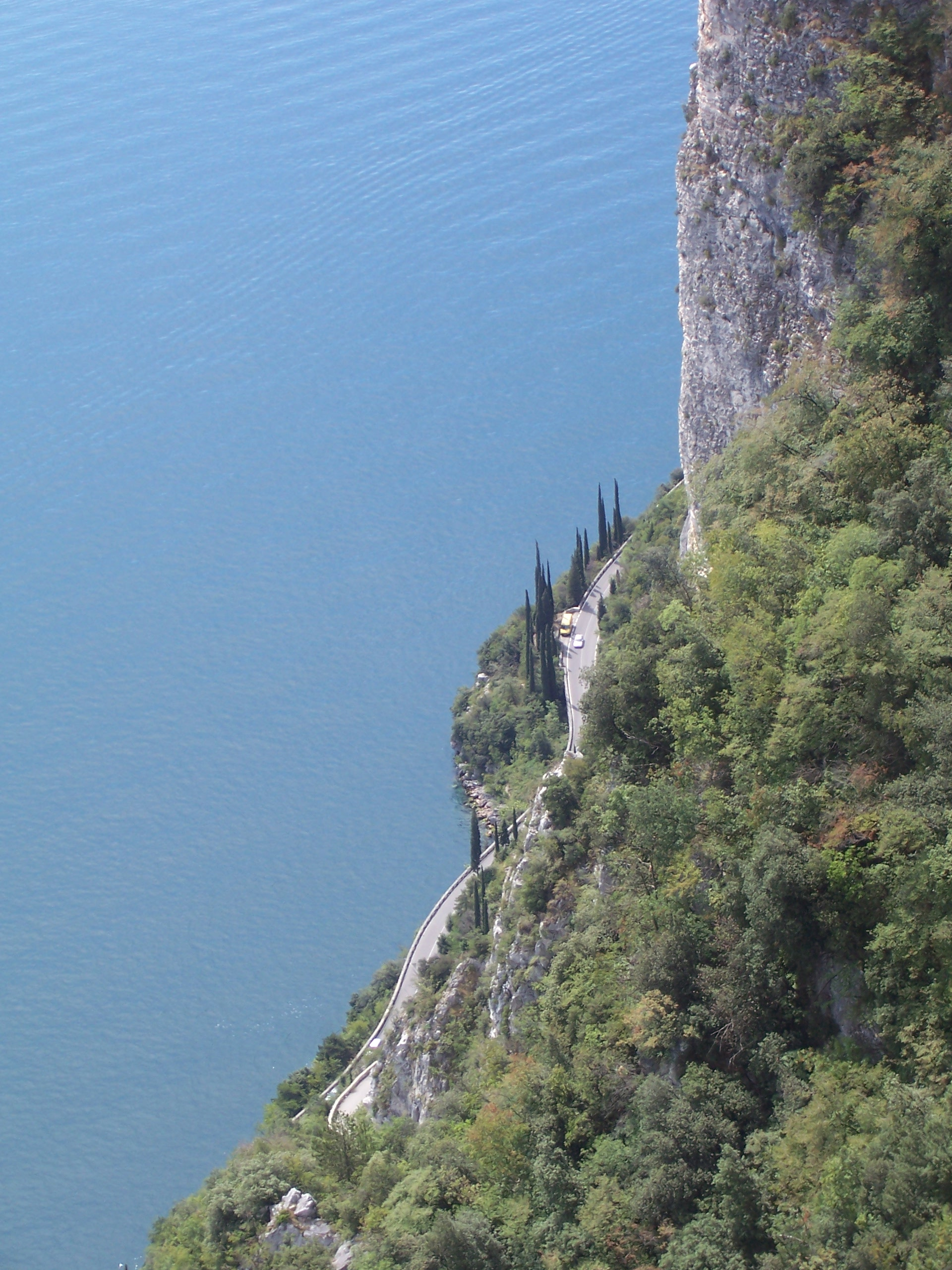
Tiefblick auf die Gardesana Occidentale von Pieve aus
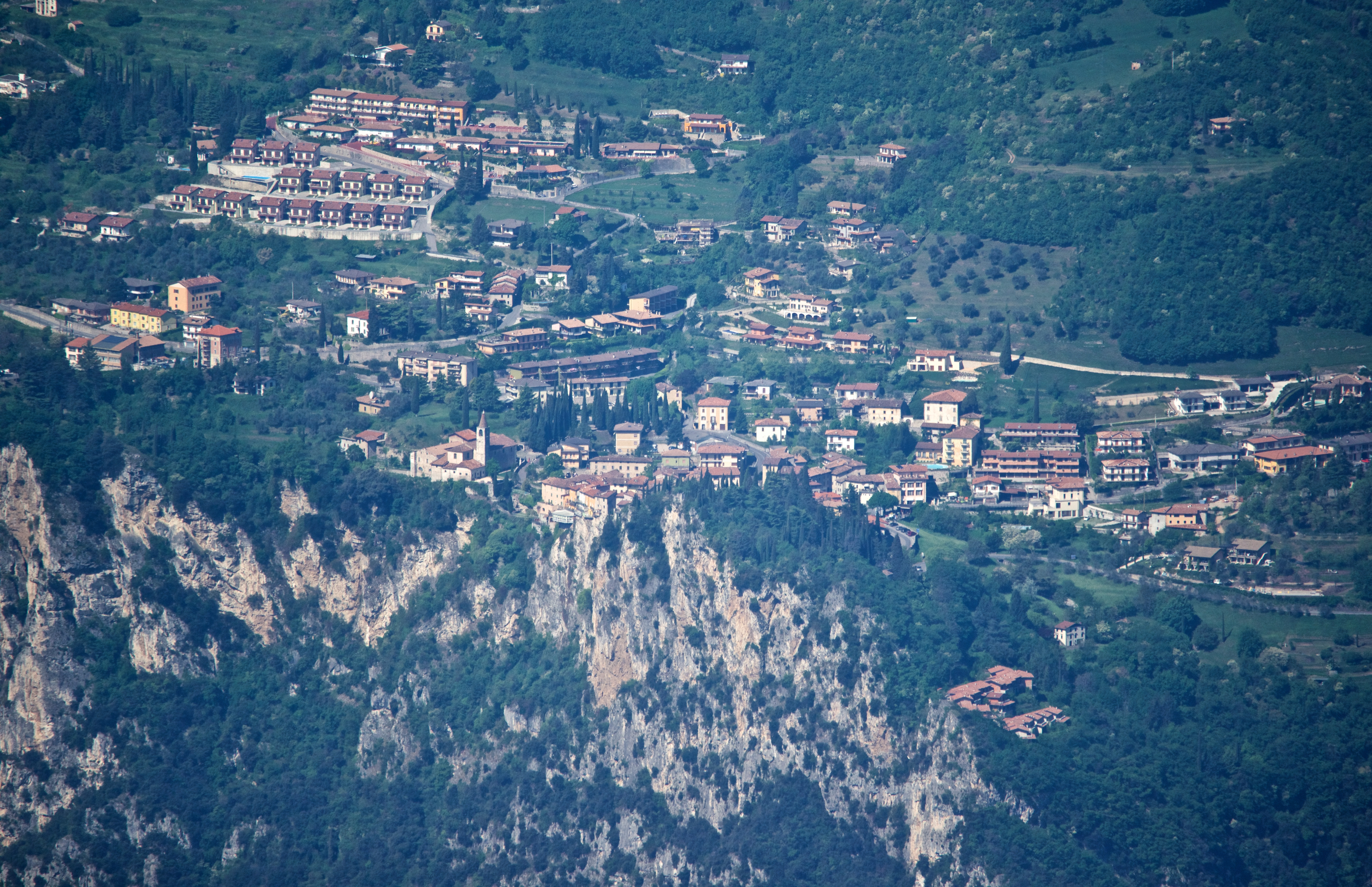
Blick vom Monte Baldo auf Pieve